# جبال البطم
جبال البطم، هي قرية لبنانية جنوبية تقع على سلسلة من المرتفعات الجنوبية.جبال البطم
تقع جبال البطم في قضاء صور، إلى الشرق من مركز القضاء (مدينة صور)، وتبعد عنها حوالى 20 كيلومتراً، وعن العاصمة بيروت 100 كيلومتر، ويحيط بها من البلدات: صديقين (شرقا)، ياطر (جنوبا) وزبقين (غربا) وبلدتي الرمادية والشعيتية (شمالا).
أما سكانها فيتجاوز عددهم الـ2000 نسمة. نظراً لموقعها في جنوب لبنان، تعرّضت القرية لاعتداءات الاحتلال الإسرائيلي المتكررة ضمن دائرة الاستهداف الصهيوني، فألحق بها ضرراً كبيراً، وفقدت العديد من أبنائها.

## التسمية
يقول أحد «العارفين» في البلدة، أن سر اسمها يعود إلى نوع من الأشجار التي تدعى «البطم» الذي يحتل مساحة واسعة من الهضاب المحيطة بالبلدة يتلفها كأسوار قلاع.

## اقتصاد وإنماء
تشهد جبال البطم حركة اقتصادية ناشطة، من خلال تلك الأرض الغنية بالخيرات الزراعية الوافرة المميزة المميزة بزراعة الزيتون والتبغ مع زراعات مثمرة متنوعة. كما يعتمد أبناؤها على التجارة، فهم يمتلكون العديد من المؤسسات التجارية والمهنية داخل القرية وخارجها، أما الاغتراب، فله في جبال البطم حصة كبيرة، حيث هاجر عدد من أبنائها إلى دول أفريقيا أوروبا الآمريكيتين والخليج العربي، فضلاً عن وجود وجود شريحة هامة من شبابها المتعلم، الحائز على شهادات اختصاص في الطب والصيدلة والهندسة والمحاماة، إضافة إلى مختلف المهن الحرة، ما اسهم من خلال هذه الطاقات المجتمعة، بجعل جبال البطم اسما متميزا في محيطها، نمواً وتطوراً وازهاراً.

## البلدية
أُنشئ أول مجلس بلدي في قرية جبال البطم في العام 2004.

## وصلات خارجية
مركز المعلوماتية والتنمية في لبنان